# Anni 880
Gli anni 880 sono il decennio che comprende gli anni dall'880 all'889 inclusi.

## Eventi, invenzioni e scoperte

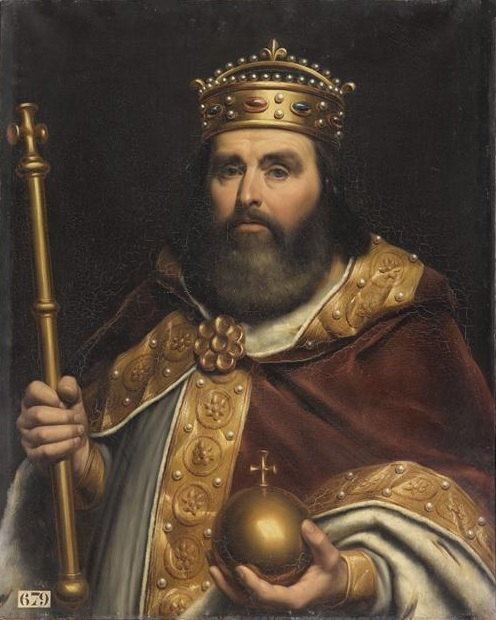
Ritratto di Carlo il Grosso, conservato al Museo della Reggia di Versailles.

### Sacro Romano Impero
- 880: Carlo il Grosso, di ritorno da Ravenna, dove era stato eletto re d'Italia, stringe un'alleanza con Luigi il Giovane e Carlomanno II, i due re della Francia Occidentalis. Insieme sconfissero Ugo, figlio di Lotario II che pretendeva il trono della Lotaringia, e Bosone, occupando la Provenza.
- 881: Carlo il Grosso scende a Roma, dove viene incoronato imperatore del Sacro Romano Impero. In questo modo ottiene, oltre ai territori che già gli appartengono, anche quelli dell'Italia settentrionale.
- 884: Dopo la morte di Carlomanno II, la Francia Occidentalis passa a Carlo il Grosso. Il Sacro Romano Impero è di nuovo unito.
- 887: Arnolfo di Carinzia, figlio di Carlomanno di Baviera, depone Carlo il Grosso. Il Sacro Romano impero viene nuovamente disgregato. Arnolfo diventa re della Francia Orientalis, Oddone diventa re della Francia Occidentalis e Berengario del Friuli diventa re d'Italia. Così finisce l'Impero Carolingio, prima fase storica del Sacro Romano Impero.

#### Francia Orientalis
- 882: Morte di Ludovico III il Giovane. Carlo il Grosso diventa re della Francia Orientalis.
- 11 novembre 887: Arnolfo di Carinzia diventa re della Francia Orientalis.

#### Francia Occidentalis
- 882: Luigi il Giovane muore cadendo da cavallo durante una battuta di caccia. Carlomanno II rimane l'unico re della Francia Occidentalis.
- 884: Carlomanno II muore (secondo gli Annales Vedastini anche lui morì cadendo da cavallo durante una battuta di caccia) e Carlo il Grosso assume il controllo anche sulla Francia Occidentalis.
- 29 febbraio 888: Oddone diventa re della Francia Occidentalis.

### Europa

#### Impero romano d'Oriente
- 29 agosto 886: Basilio I muore e gli succede il figlio, Leone VI, che diventa imperatore d'oriente.

#### Repubblica di Venezia
- 881: Muore Orso I Partecipazio. Diventa Doge Giovanni II Partecipazio.
- 882: Giovanni II Partecipazio devasta Comacchio, il cui Conte aveva causato la morte di suo fratello. Tuttavia non poté mantenere il controllo sulla contea, perché era possedimento papale.
- 887: Morte di Giovanni II Partecipazio. Diventa Doge Pietro I Candiano, che però muore dopo poco tempo, permettendo a Pietro Tribuno.

### Altro

#### Religione
- 882: Papa Giovanni VIII muore. Gli succede Marino I.
- 884: Muore Marino I, gli succede Adriano III.
- 885: Muore Adriano III, gli succede Stevano V.

## Personaggi
- Carlo il Grosso
- Carlomanno II
- Luigi il Giovane
- Ludovico III il Giovane
- Basilio I
- Leone VI